# Erwin Pfrang

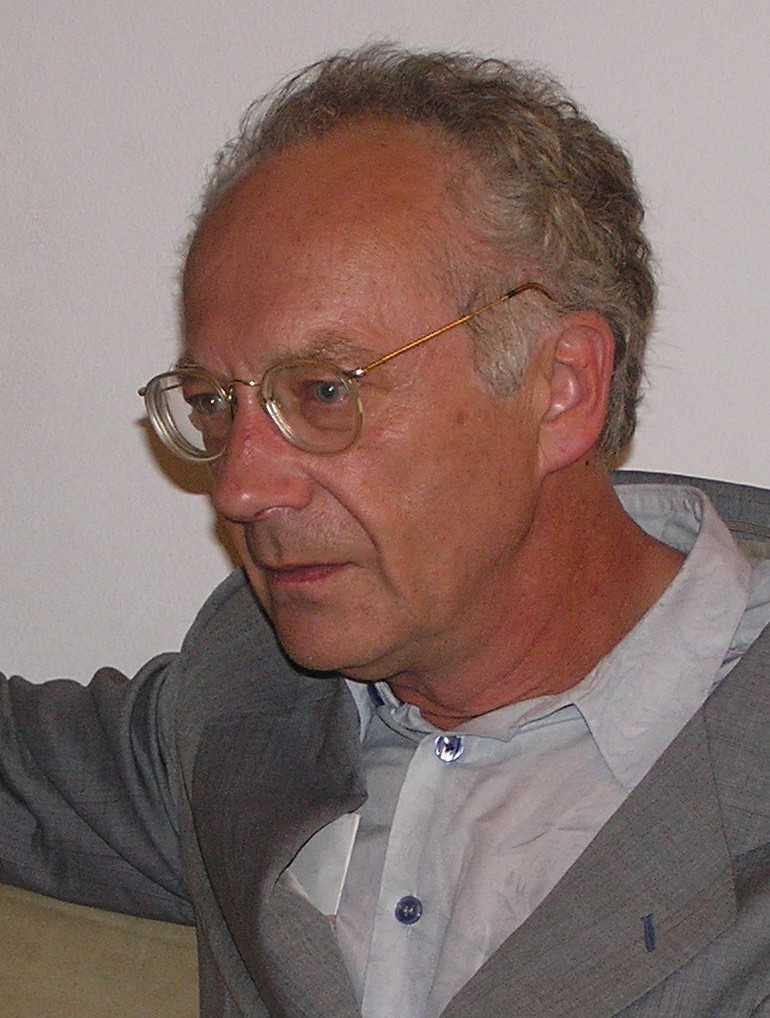
Erwin Pfrang

Erwin Pfrang (* 23. Oktober 1951 in München) ist ein deutscher Maler, Zeichner und Autor.

## Werdegang und Werk
Pfrang studierte von 1974 bis 1979 an der Akademie der Bildenden Künste München. Anschließend verbrachte er lange Jahre als freischaffender Künstler in Montepulciano, Val d’Orcia und Catania in Italien, unterbrochen von Aufenthalten in München und Augsburg. Derzeit lebt und arbeitet er in Berlin.
Erwin Pfrang ist der Enkel des Münchner Volkssängers Konstantin Pfrang, genannt Stanzl.
Carla Schulz-Hoffmann unternimmt den Versuch einer Einordnung des Künstlers: „Der Rückzug in einen alternativen Kontext, in die kleine Welt eines subjektiven Mikrokosmos wird von Künstlern wie Erwin Pfrang mit allen Konsequenzen, allen Einschränkungen und Unbequemlichkeiten gelebt. Eine vergleichbare Haltung begegnet im 20. Jahrhundert vielleicht noch bei Jean Fautrier, besonders aber bei Wols, über den der Freund Henri-Pierre Roché eine prägnante Charakterisierung schrieb, die gleichermaßen für Erwin Pfrang gelten könnte: ‚Wie die Schnecke ihr Haus, so sintert Wols seine Zeichnungen aus – natürlich und unter Schmerzen.‘“
Erwin Pfrang wird von der Galerie Fred Jahn (München) und der David Nolan Gallery (New York) vertreten.

### Literatur und Malerei

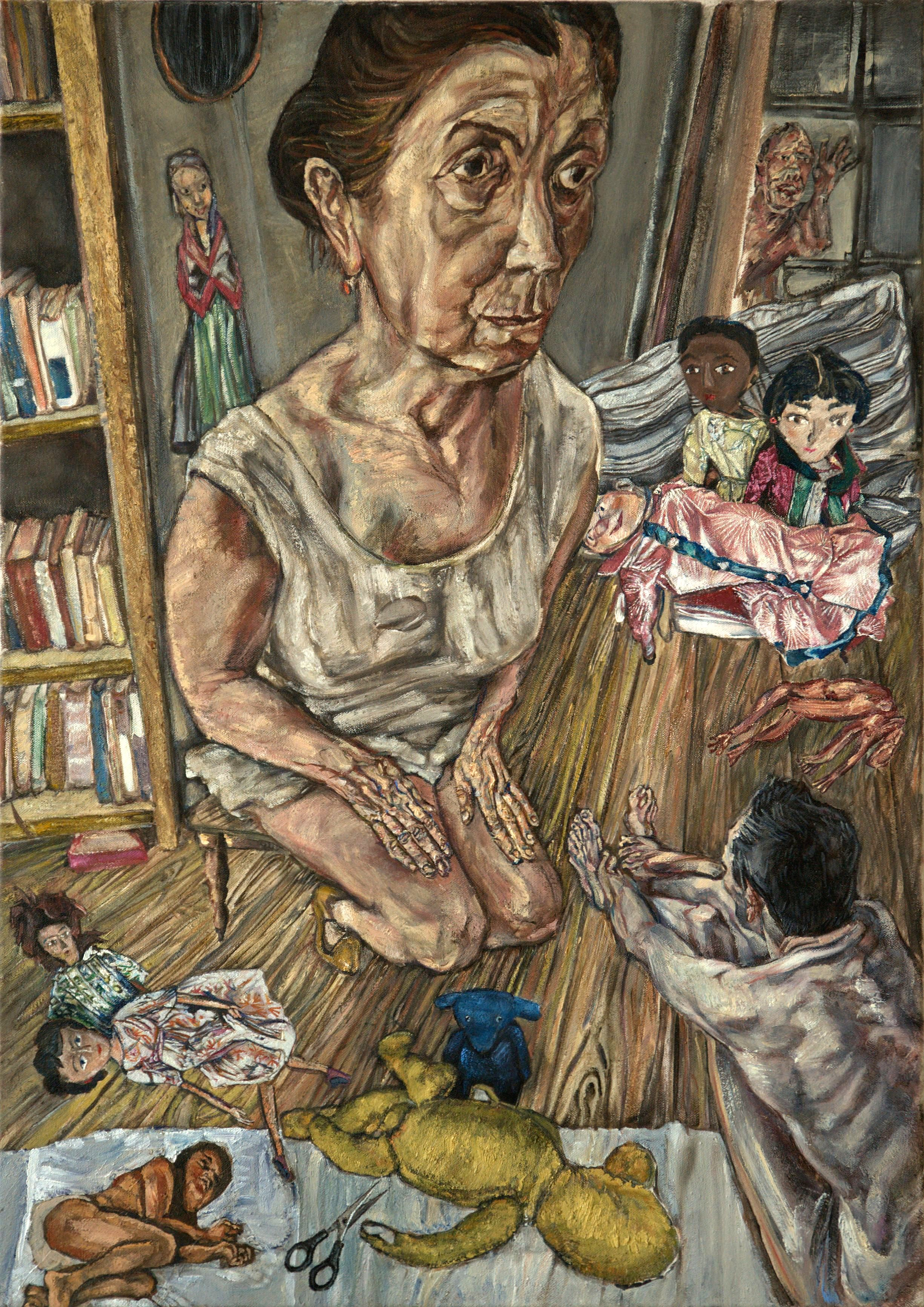
La bambolaia – Die Puppenmacherin